# Kostel svatého Jiří (Věžná)
Kostel svatého Jiří ve Věžné v okrese Pelhřimov, s přilehlým zrušeným hřbitovem obehnaným částečně dochovanou zdí, je kulturní památka České republiky. Je farním kostelem římskokatolické farnosti Věžná.
První písemná zmínka o kostele pochází z roku 1358. V letech 1733 až 1734 byl původní gotický kostel rozšířen a přestavěn, a to v barokním slohu. Oltářní obraz na hlavním (pozdně barokním oltáři), malovaný na plátně, pochází z roku 1764 – byl namalován neznámým malířem z Tábora a je kopií původního deskového pozdně gotického obrazu z poloviny 16. století. Oltářní obrazy na bočních rokokových oltářích z poloviny 18. století byly v roce 1864 namalovány Bedřichem Kamarýtem. Barokní kazatelna pochází z přelomu 17. a 18. století. V kostele je množství kamenných náhrobníků z 16. a začátku 17. století.